# L’Ora – Worte gegen Waffen
L’Ora – Worte gegen Waffen (Originaltitel: L’Ora - Inchiostro contro piombo) ist eine italienische Fernsehserie, basierend auf dem im Jahr 2006 veröffentlichten Roman Nostra Signora della Necessità des italienischen Journalisten Giuseppe Sottile. Die Serie handelt von Investigativ-Journalisten der Tageszeitung L’Ora und ihren Enthüllungen über Machenschaften der Mafia in Corleone ab den späten 1950er Jahren.

## Handlung
Die späten 1950er-Jahre: Der Journalist Antonio Nicastro wird von Rom nach Palermo entsandt um die örtliche Tageszeitung L’Ora als neuer Direktor vor dem Bankrott zu retten. Während Nicastro versucht das Ansehen der Zeitung und die journalistische Arbeit aufzupolieren, stellen ihn sowohl misstrauische Mitarbeiter als auch der Einfluss der kommunistischen Partei vor Herausforderungen. Nach einigen dubiosen Geschehnissen in Verbindung mit der örtlichen Mafia versucht er gemeinsam mit einigen mutigen Kollegen jene Fälle zu untersuchen, während allerorts die Machenschaften der Mafia verschwiegen werden und auch die Carabinieri ihre Augen zu verschließen scheinen.

## Besetzung und Synchronisation
Die deutsche Synchronisation der Serie entstand unter der Dialogregie von Patrick Winczewski nach Dialogbüchern von Andreas Barz und Robert Golling durch die Synchronfirma Hermes Synchron.

### Hauptbesetzung
| Rolle             | Beschreibung                           | Schauspieler        | Synchronisation   |
| ----------------- | -------------------------------------- | ------------------- | ----------------- |
| Antonio Nicastro  | Direktor der linken Tageszeitung L’Ora | Claudio Santamaria  | Peter Flechtner   |
| Marcello Grisanti | Redakteur der L’Ora                    | Maurizio Lombardi   | Thomas Schmuckert |
| Enza Cusumano     | Redakteurin der L’Ora                  | Daniela Marra       | Sarah Riedel      |
| Giulio Rampulla   | Chefredakteur der L’Ora                | Francesco Colella   | Axel Malzacher    |
| Salvo Licata      | Redakteur der L’Ora                    | Bruno Di Chiara     | Uve Teschner      |
| Gaetano Donati    | Verleger der L’Ora                     | Marcello Mazzarella | Thomas Nero Wolff |

### Nebenbesetzung
| Rolle                  | Beschreibung                                                       | Schauspieler              | Synchronisation           |
| ---------------------- | ------------------------------------------------------------------ | ------------------------- | ------------------------- |
| Anna Nicastro          | Ehefrau von Antonio Nicastro                                       | Silvia D’Amico            | Nurcan Özdemir            |
| Niccolò Ruscica        | Fotograf der L’Ora                                                 | Giampiero De Concilio     | Jonas Frenz               |
| Silvia Congiu          | Sekretärin der L’Ora                                               | Tiziana Lodato            | Sabine Mazay              |
| Domenico Sciamma       | Nachwuchsjournalist der L’Ora                                      | Giovanni Alfieri          | Constantin von Jascheroff |
| Olivia Butera          | Mafia-Opfer                                                        | Selene Caramazza          | Julie Bonas               |
| Nerina                 | Prostituierte                                                      | Daniela Scattolin         | Dela Dabulamanzi          |
| Dino Ruscica           | Bruder von Niccolò                                                 | Samuele Segreto           | Vincent Borko             |
| Michele Navarra        | Chefarzt und Oberhaupt des Corleone-Mafiaclans                     | Fabrizio Ferracane        | Patrick Winczewski        |
| Luciano Liggio         | Mitglied der Corleonesi                                            | Lino Musella              | Torben Liebrecht          |
| Marco Maravigna        | Ehemann von Enza Cusumano                                          | Josafat Vagni             | Karim El Kammouchi        |
| Giuseppe Genco Russo   | Ranghoher Mafioso und korrupter Politiker                          | Ninni Brucoli             |                           |
| Lucky Luciano          | Ranghoher Mafioso und einstiges Oberhaupt der Luciano-Mafiafamilie | Melino Imparato           | Joachim Tennstedt         |
| Stefano Magaddino      | Oberhaupt der Magaddino-Mafiafamilie                               | Giovanni Moschella        | Reinhard Kuhnert          |
| „Joe“ Bonanno          | Oberhaupt der Bonanno-Mafiafamilie                                 | Rosario Terranova         | Hans Hohlbein             |
| Salvatore „Totò“ Riina | Mitglied der Corleonesi                                            | Francesco Cristiano Russo |                           |
| Bernardo Provenzano    | Mitglied der Corleonesi                                            | Raffaele Taddei           |                           |

## Episodenliste
| Nr. (ges.) | Nr. (St.) | Deutscher Titel           | Originaltitel            | Erstausstrahlung Italien | Deutschsprachige Erstausstrahlung (D/A/CH) |
| ---------- | --------- | ------------------------- | ------------------------ | ------------------------ | ------------------------------------------ |
| 1          | 1         | Neubeginn                 | Nel bosco                | n. a.                    | 19. Jan. 2022                              |
| 2          | 2         | Sturz in den Tod          | Fuoco amico              | n. a.                    | 19. Jan. 2022                              |
| 3          | 3         | Der Mantel des Schweigens | Un P.M. da marciapiede   | n. a.                    | 26. Jan. 2022                              |
| 4          | 4         | Die Mafia existiert nicht | Un giorno perfetto       | n. a.                    | 26. Jan. 2022                              |
| 5          | 5         | Sonderausgabe             | Idi di marzo             | n. a.                    | 2. Feb. 2022                               |
| 6          | 6         | Krisen                    | Famiglia                 | n. a.                    | 2. Feb. 2022                               |
| 7          | 7         | Der Anschlag              | Cacciatori               | n. a.                    | 9. Feb. 2022                               |
| 8          | 8         | Böse Überraschung         | Eredità                  | n. a.                    | 9. Feb. 2022                               |
| 9          | 9         | Vom Erdboden verschluckt  | La tana del bianconiglio | n. a.                    | 16. Feb. 2022                              |
| 10         | 10        | Ungeweihte Erde           | Bersagli                 | n. a.                    | 16. Feb. 2022                              |

## Hintergrund
Die Serie wurde von Indiana Production und Reti Televisive Italiane für den italienischen Sender Canale 5 produziert und sollte bereits im zweiten Quartal des Jahres 2021 erstveröffentlicht werden, jedoch verzögerten sich aufgrund der COVID-19-Pandemie die Dreharbeiten und somit die Veröffentlichung. Während man in Italien noch auf einen Veröffentlichungstermin wartete, wurde die Serie bereits ab dem 19. Januar 2022 bei Sky Atlantic HD in deutscher Synchronfassung ausgestrahlt.
Die Rolle des Antonio Nicastro ist angelehnt an Vittorio Nisticò, der von 1954 bis 1975 Direktor der L’Ora war. Marcello Grisantis Person ist angelehnt an den investigativen und antifaschistischen Journalisten Felice Chianti, der wegen einer Kehlkopfkrebs-Diagnose nur mit Hilfe eines Elektrolarynx sprechen konnte.